# Piper pentandrum
Piper pentandrum är en pepparväxtart som beskrevs av C. Dc.. Piper pentandrum ingår i släktet Piper och familjen pepparväxter. Inga underarter finns listade i Catalogue of Life.